# Акерсхус (крепость)
За́мок и кре́пость Акерсху́с (Akershus Festning, Akershus slott) — замок в Осло, столице Норвегии.
Первоначально был замок Акерсхус, который выступал в роли замка-крепости. В первой половине XVII века замок был перестроен в стиле эпохи Возрождения, приобретя ренессансный облик, и окружён стеной. С этого времени можно говорить о замке Акерсхус и крепости Акерсхус отдельно.

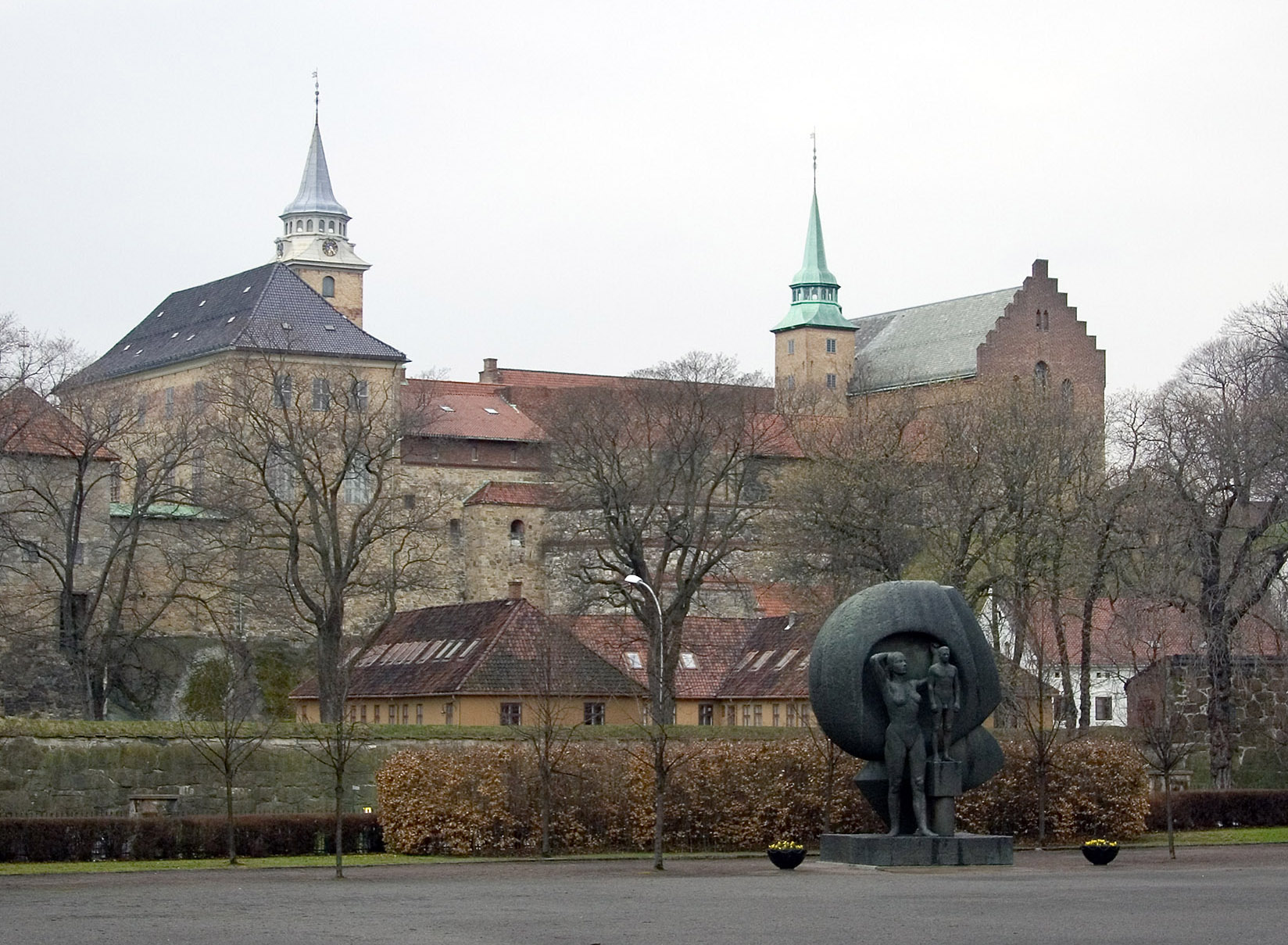
Со стороны берега казармы перед замком и за низкой, протянувшейся за памятником крепостной стеной внутреннего бастиона крепости Акерсхус, не относятся к замку, а относятся к территории крепости

Кроме замка Акерсхус, на территории крепости есть и иные здания для гарнизона, штаба вооруженных сил Норвегии и министерства обороны и два здания взяты под отдельные музеи.

## История
Основателем замка считается конунг Хокон V Святой. 
На вдающемся в Осло-фьорд мысе, разделяющем фьорд на две бухты, стоит замок Акерсхус. Крепость у реки Акерс — это самое старое сооружение Осло, сохранившееся с
1308 года, — писал Н. М. Верзилин. Вместе с крепостью в норвежском Тёнсберге, Акерсхус был сильнейшей цитаделью Скандинавии. По легенде, конунг заложил замок-резиденцию после того, как на него напал Альв Эрлингссон из Сарпсборга в 1287 году. Это — первый случай в истории норвежской архитектуры, когда замок был построен из кирпича и камня.
Не известно точно, когда были начаты работы над строением крепости, но принято полагать, что это случилось в последнее десятилетие XIII века.
Крепость впервые упоминается в письменном виде в 1300 году в письме от короля Хокона к церкви в Осло. В письме, однако, не написано, на каком этапе стоят работы строительства. Главной задачей этого укреплённого средневекового замка была защита Осло — города, который стал столицей Норвегии в 1299 году
Замок пережил осаду 1308 года (шведы под руководством Эрика Магнуссона). В 1527 году замок сгорел дотла и был перестроен из камня цистерцианского аббатства с соседнего острова.

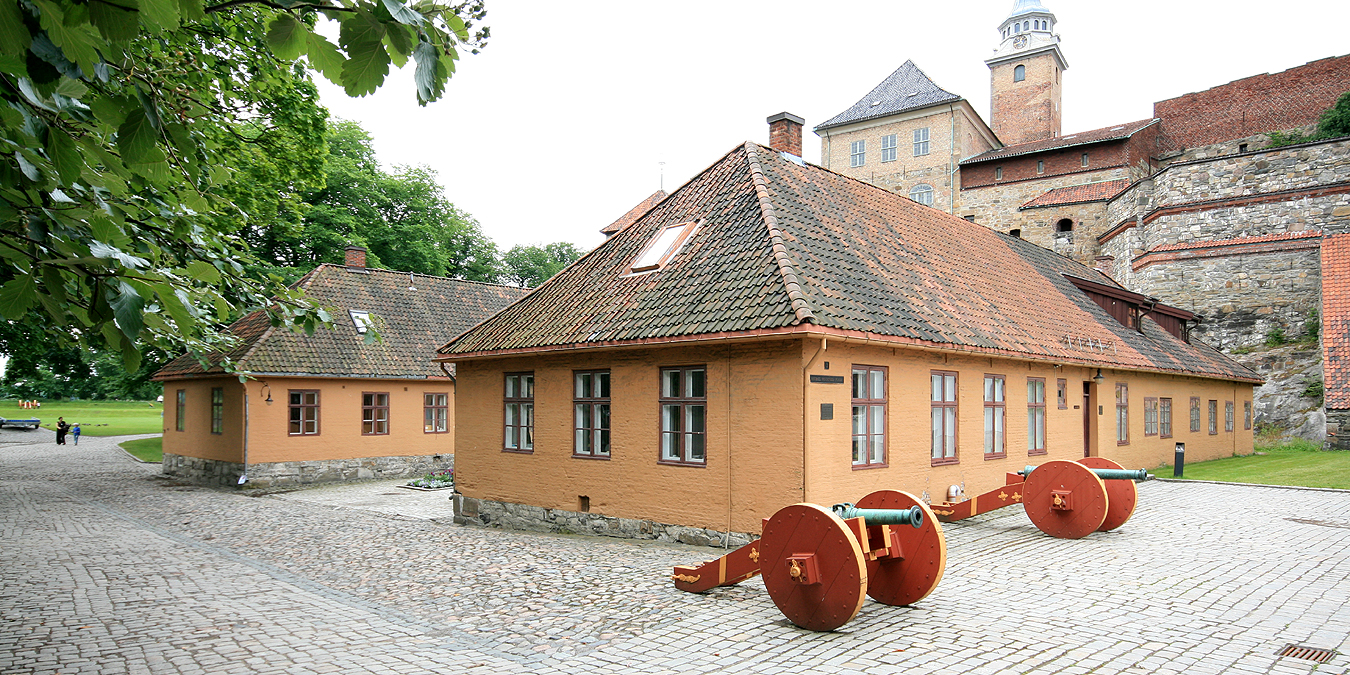
Построенные в 1747—1778 годах казармы, внутренний бастион крепости Акерсхус

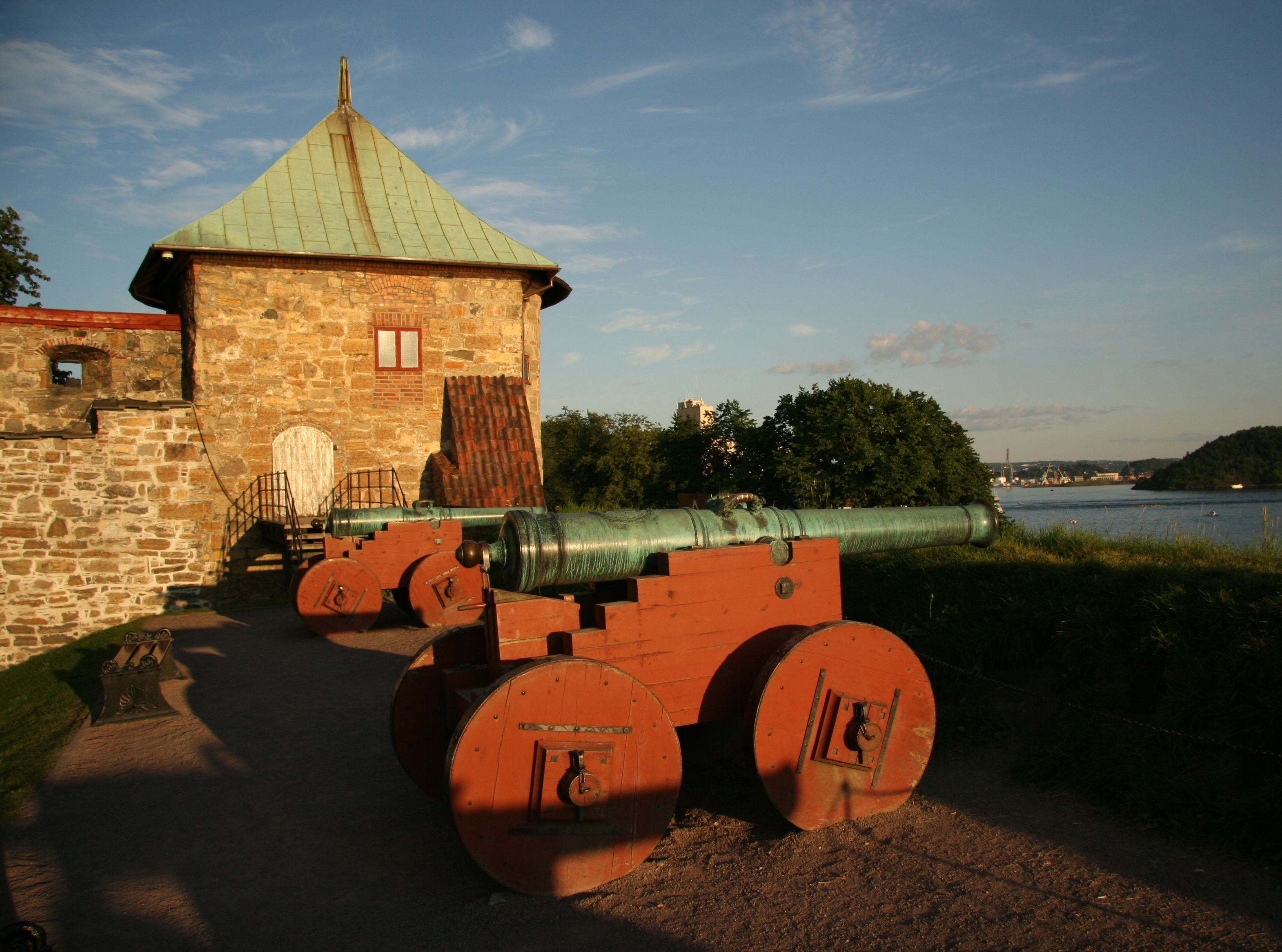
Старые пушки на территории крепости Акерсхус смотрят в сторону Осло-фьорда

В 1624 году король Кристиан IV закладывает у стен крепости новый город, которому даёт своё имя — Кристиания. В первой половине XVII века замок был перестроен в стиле эпохи Возрождения, приобретя ренессансный облик, и окружён стеной.
Позднее замок прошёл несколько перестроек, а в XVIII веке — начале XIX века пришёл в упадок. С конца XVIII века замок используется как королевская тюрьма. В 1787-1797 годах здесь провёл остаток своих дней норвежский узник совести Кристиан Лофтхус.
В связи с тем, что замок пришёл в упадок, в первой половине XIX века была проведена полная реставрация замка и он стал использоваться для правительственных приёмов.
В конце XIX века в Акерсхусе были начаты реставрационные работы. Петер Бликс был автором первого, представленного в 1896 году, проекта реставрации крепости. В 1897 году его проект был одобрен и получил грант от норвежского парламента. В начале XX века на территории замка был основан музей. Реставрационные работы велись здесь вплоть до 1976 года, когда был завершён зал Олава, где сейчас проводят официальные мероприятия.
Во всей истории своего существования крепость ни разу не была покорена в результате осады. Лишь в 1940 году сдалась немцам без боя, когда норвежское правительство покинуло Осло, в результате вторжения Германии в Данию и Норвегию.
В течение пятилетней оккупации страны в замке размещалась гестапо, и там были казнены немцами несколько человек. Оккупация закончилась 11 мая 1945 года, когда замок был передан немцами в норвежские руки. После войны на территории крепости были казнены 8 норвежцев за сотрудничество с нацистами.
24 октября 1945 года здесь был казнён за измену родине Видкун Квислинг, а в 1989 году Папа Римский Иоанн Павел II отслужил на площади крепости Акерсхус мессу — это был первый в истории случай, когда глава Римской католической церкви посетил Норвегию.
В замковой часовне похоронены норвежские монархи: конунг Сигурд I, конунг Хокон V, королева Ефимия, король Хокон VII, королева Мод, король Улаф V и кронпринцесса Марта.

## Достопримечательности
Сейчас в замке на территории внутреннего бастиона крепости действуют музеи:
- Открытая территория крепости Акерсхус. Старые пушки и прочие орудия выставлены на открытом воздухе и строения замка вызывают интерес у туристов. На территории крепости стоят часовые в старой норвежской форме и происходит муштра солдат в этой же форме. Не везде можно пройти. На территорию крепости вход бесплатный.
- Музей крепости Акерсхус, включая тюремную историю. В этом отдельном музее, расположенном в крепости в отдельном здании, дана информация об истории замка и крепости Акерсхуз до периода Второй мировой войны. Вход в музей отдельно платный.
- Помещения замка Акерсхус. Замок с часовней и крепость открыты для посещения туристами. Посетители могут осмотреть банкетные залы, официальные резиденции и тюремные камеры. Вход в музей отдельно платный.
- Музей Сопротивления и вооруженных сил Норвегии в период Второй Мировой войны. В этом отдельном музее, расположенном в крепости, можно увидеть документы, связанные с военной историей Норвегии, начиная с эры викингов до периода Второй мировой войны включительно. Вход в музей отдельно платный.
- Музей Вооружённых Сил Норвегии или Музей Обороны Норвегии, или иногда его называют Музей военной истории Норвегии. В этом отдельном музее, расположенном вне внутреннего бастиона крепости, можно увидеть документы, связанные с военной историей Норвегии начиная с эры викингов.

В крепости размещаются штаб вооруженных сил Норвегии и министерство обороны.